# Guerra en red
Una netwar, terminología adoptada del inglés, también llamada guerra-red o guerra en red, es un modo de conflicto social, más débil que las guerras militares tradicionales, en la cual los protagonistas (actores o nodos) usan formas de organización en red y doctrinas, estrategias y tecnologías relacionadas con la era de la información (Ej teléfonos móviles, faxes, email, sitios web, videoconferencias, redes sociales). Estos protagonistas son generalmente un conjunto disperso de nodos, que se comunican y se coordinan en sus acciones, sin un órgano de mando central concreto, y que comparten un conjunto de ideas y/o intereses.
Los nodos pueden ser grandes organizaciones, pequeños grupos, individuos, partes de grupos, partes de organizaciones o incluso estados. Pueden ser grandes o pequeños, firme o débil conectados, abiertos o cerrados, con actividades similares o muy diferentes (haciendo cada nodo una labor especializada). El límite de la red, o de cualquiera de los nodos incluidos en ella puede estar bien definido o ser borroso y poroso en relación con el entorno externo. Puede haber muchas variaciones. Esta flexibilidad las hace ideales para estrategias de lucha en swarming.
Este tipo de conflictos no sólo se desarrollan en el ciberespacio. Algunas batallas pueden ocurrir allí, pero generalmente el conducto y los resultados dependerán en mayor parte de lo que suceda en el mundo real. Por ejemplo, el Ejército Zapatista de Liberación Nacional es algo más que una fuente de ideas.
El diseño de la red puede depender de la existencia de una infraestructura para la comunicación de información funcional. Esto no significa que todos los nodos tengan que estar constantemente comunicándose; ya que esto no tiene sentido para actores que actúan en secreto. Significa que cuando la comunicación es necesaria, los miembros de la red tienen que tener recursos para diseminar la información rápida y tan extensamente como se desee, tanto dentro como fuera de la red.
 Es una práctica emergente y tanto actores de la sociedad civil (movimientos sociales) como de la sociedad incivil (narcotraficantes, terroristas, traficantes de armas,...) están incrementando su participación en este tipo de lucha.
La forma de actuar de las netwar es multifacética y difícilmente encasillable en los parámetros tradicionales. No se sabe muy bien cuándo están atacando o se están defendiendo, suelen ser transfronterizas, multijurisdiccionales, actúan de forma pública y privada, pueden actuar de forma civil y militar, de forma legal e ilegal. Esto hace difícil o incluso imposible para los estados hacerles frente asignándole el trabajo a una sola agencia para que se haga cargo del problema (Ej militares, policía o servicios de inteligencia).

## Origen del concepto
Aunque el concepto de netwar ya había surgido en grupos de discusión de Usenet, el término netwar como tal fue acuñado por John Arquilla y David Ronfeldt, investigadores de la RAND Corporation en su artículo "Cyberwar is Coming!" (1993). De forma paralela al concepto de ciberwar (conflicto bélico que toma el ciberespacio y las tecnologías de la información como escenario principal), el concepto de netwar quiere denominar a esa serie de conflictos de la era de la información que se refiere a conflictos menos bélicos, de baja intensidad, más sociales. Se le llamó netwar para destacar que este tipo de conflictos eran desarrollados por organizaciones que adoptaban organizaciones y estrategias en red (net en inglés) que aprovechan los recursos tecnológicos disponibles en la era de la información.
En 1998, después de realizar un estudio por encargo del Pentágono, el politólogo David Ronfeldt y un equipo de colaboradores, concluyeron que el Ejército Zapatista de Liberación Nacional (EZLN) –un grupo armado que había salido a la luz pública en enero de 1994 tras una declaración de guerra al Gobierno mexicano y a sus Fuerzas armadas– había estrenado una nueva forma de lucha, la Netwar Social o guerra socio-informática, que consistía en formar coaliciones transfronterizas altamente entrelazadas y coordinadas para hacer una guerra de redes social que limitaría al gobierno mexicano y apoyaría la causa zapatista.
El concepto ha tenido eco en movimiento antiautoritarios y federalistas, tomándolo para sí al explicar propuestas o análisis organizativos autónomos y sus dinámicas de comunicación y actividades conjuntas, es el caso de los anarquistas.

## Causas de su aparición
La revolución de la información está modificando la naturaleza de todo tipo de conflictos. Los principales motivos para que esto suceda son:
- Se favorece y refuerza las organizaciones en red. Este tipo de organizaciones ofrecen algunas ventajas frente a las tradicionales organizaciones jerárquicas, típica de organizaciones estatales o gubernamentales. Las organizaciones en red son realmente una 'multiorganización' formada por distintas organizaciones o grupos con distinto grado de autonomía.  No hay un jefe máximo sino pequeños líderes que encabezan su grupo. Los distintos grupos pueden ser muy pequeños y estar muy dispersos, ya que las últimas tecnologías de la información les permite actuar conjuntamente. La organización de este tipo de redes es mucho más fácil que en las tradicionales redes jerárquicas. Este tipo de organizaciones, por su propia naturaleza, son:
  - Más difíciles de desmantelar. Por ejemplo, un grupo puede ser desmantelado sin que el resto de la organización se vea muy afectada. Para desmantelarlos es necesaria tener una red de comunicación que coopere en el desmantelamiento. Observar que los grupos pueden estar muy distantes pudiendo haber problemas jurisdiccionales.
  - Tener mayor rapidez de reacción. Por ejemplo, un grupo pequeño puede tomar decisiones rápidas en situaciones cruciales
  - Mayor efectividad. La información fluye mejor al ser compartida por los distintos grupos. Este flujo es aprovechado por los grupos para ser más eficaces.
  - Mayor flexibilidad y adaptación a las circunstancias.

Las netwar son similares a la estrategia militar (poder duro) de los enjambres pero aplicado aquí para conflictos menos bélicos. Los enjambres se están convirtiendo en el enfoque predominante para abordar cualquier tipo de conflicto, incluyendo las netwars.
- Se facilita la comunicación y la distribución de la información. La evolución y resolución de muchos conflictos cada vez más dependen de la comunicación y la información, es el llamado 'poder blando'. La revolución de la información proporciona herramientas de comunicación y distribución de la información que nunca antes había sido fácilmente accesibles. Estas herramientas pueden ser aprovechadas para realizar campañas de información y propaganda que influyan sobre la percepción que tiene la sociedad de un conflicto concreto. Por ejemplo se puede atraer, desorientar, coaccionar y esto afecta a como la sociedad y los actores del conflicto perciben el conflicto en sí y a los actores que intervienen. El objetivo es una alteración psicológica de los individuos.

Las tecnologías de la información han puesto al servicio del poder importantes herramientas de control más efectivas y eficaces. Por otro lado las tecnologías de la información han proporcionado un medio de información alternativo a los medios masivos tradicionales (controlados de forma absoluta por el poder), accesible y de bajo costo, que permiten todo tipo de flujos de información y comunicación que permiten la propagación de ideas, el diálogo y el desarrollo de un sistema complejo de agrupaciones humanas con intereses más o menos compartidos.
- La importancia de las nuevas tecnologías ha convertido a los sistemas en objetivos de ataques en los conflictos. La sociedad actual de los países desarrollados se basa en el uso de las nuevas tecnologías para su funcionamiento. Un atentado contra el buen funcionamiento de esa tecnología puede tener importantes consecuencias. Ej. Funcionamiento de centrales nucleares, funcionamiento de las bolsas, funcionamiento del tráfico aéreo, funcionamiento de empresas tanto en su labor productiva como comercializadora. El ataque a estos objetivos puede ser con medios tradicionales (Ej. una bomba en un centro de datos) o usando las nuevas tecnologías como un arma de ataque (dando lugar al llamado ciberterrorismo).

## Ejemplos de conflictos en los que se desarrollan
La netwar ofrece nuevas oportunidades a los actores en cualquier tipo de conflicto. Por eso cada vez más en todo tipo de conflictos los actores están adoptando la forma de actuar de las netwar. Algunos conflictos surgieron ya de esta forma. Otros, al calor de la revolución de la información, se van transformando, en mayor o menor grado. En muchos casos se mantienen organizaciones híbridas que mantienen en mayor o menor grado una organización jerárquica. Por ejemplo se considera que Hamás está más cerca de ser una netwar que la Organización para la Liberación de Palestina. O también se considera que el Movimiento Patriótico Cristiano Americano está más cerca de la netwar que el Ku Klux Klan.
 En este tipo de conflictos puede haber todo tipo de actores como por ejemplo organizaciones estatales o gubernamentales, terroristas transnacionales, organizaciones mafiosas, empresas comerciales, movimientos nacionalistas, traficantes de drogas, traficantes de armas, movimientos fundamentalistas, movimientos en contra o a favor la propiedad intelectual, contrabandistas, traficantes de inmigrantes ilegales, guerrillas, movimientos sociales que persiguen una sociedad civil global, defensores de los derechos civiles, libertarios, liberales, nihilistas, saboteadores del ciberespacio, organizaciones activistas y organizaciones paramilitares. El concepto de netwar es una forma de actuar y organizarse en los conflictos no bélicos. Desde el punto de vista de la sociedad civil esta forma de actuar puede ser positiva (Ej. movimientos sociales que buscan mejoras sociales) o negativa (Ej. criminales). Su forma de actuar puede ser violenta o pacífica.
Podríamos clasificar los conflictos en los que se aplican las netwars en dos tipos:
- Netwar social.- Son aquellos en los que se busca un cambio en la sociedad
- Netwar no-social.- Son aquellos en los que no se busca un cambio en la sociedad sino un beneficio exclusivo para los que colaboran en la red. Ejemplos de este tipo de redes son las redes transnacionales para tráfico de drogas, ciertas organizaciones criminales o algunas redes de empresas.

Es habitual que en las netwar no sean 'puras' ya que en las motivaciones de los distintos nodos puede haber tanto motivaciones sociales como de beneficio propio. Por ejemplo en las campañas de concienciación para el fomento y desarrollo de energías limpias colaboran organizaciones sociales como Greenpeace como organizaciones cuya actividad productiva se beneficiaría de este tipo de políticas. Otro ejemplo, para colaborar en la netwar en defensa de la propiedad intelectual, que actúa como una campaña de concienciación para la defensa de este tipo políticas, hay distintos tipos de motivaciones. Por ejemplo, motivaciones pecuniarias particulares de los que se benefician económicamente de este tipo de políticas, motivaciones ideológicas que buscan la protección de la investigación y la innovación protegiendo las inversiones en este tipo de recursos, o motivaciones de protección y desarrollo del conocimiento y riqueza producidos en el que basar el bienestar social propio o general.

### Movimientos sociales. Netwar social
Los conflictos sociales son un escenario habitual de las netwar. Cuando la causa del conflicto de la netwar es un tema social (movimientos sociales) se dice que se trata de un netwar social. En el desarrollo de este tipo de conflictos es fundamental:
- La opinión de la sociedad. Para ellos es vital la información que la sociedad tiene sobre el conflicto.  Es necesario que la sociedad sea consciente del problema y de los puntos de vista y razonamientos que el movimiento social tiene. De esta forma el movimiento puede conseguir más adeptos que se pueden integrar en el movimiento.
- La cooperación de grupos e individuos muy heterogéneos. Es necesario organizar el movimiento social para que los distintos grupos que están de acuerdo con ese objetivo puedan intercambiar información, cooperar y coordinarse

La netwar, por sus características inherentes, se adapta muy bien a este tipo de conflictos.
Desde principios de la década de los 90 los conflictos sociales se han ido convirtiendo en netwars. Desde 1992 la Campaña Internacional para la Prohibición de las Minas Antipersona se puede clasificar como un caso de netwar social. En ella distintas organizaciones no-gubernamentales (ONG), junto con funcionarios de distintos gobiernos, cooperan para conseguir la abolición de las minas antipersona. Hoy día es habitual que las organizaciones no-gubernamentales (ONG) usen estrategias de netwar para conseguir sus objetivos sociales. De esta forma mejoran su 'poder blando'.
La efectividad de una netwar depende del tipo de sociedad en la que se desarrolla. Suelen tener más éxito en sociedades con cierto grado de libertades (Ej México con el Ejército Zapatista de Liberación Nacional) que en sociedades con sistemas autoritarios que mantienen un sistema más o menos cerrados para la sociedad civil (Ej. lucha contra el Consejo de Estado para la Paz y el Desarrollo en Birmania)
Los conflictos de tipo netwar social no sólo son campañas sociales de concienciación. En este tipo de conflictos se encuadran todo tipo de movimientos sociales que persiguen cualquier tipo de cambios en la sociedad (políticos, religiosos,...), ya sea pacíficamente o no. Ejemplos de objetivos de los conflictos en los que actualmente se está desarrollando netwars:
- Conflictos sociales de Guerras de Baja Intensidad (cuando se trata de una guerra convencional adaptada a la era de la información hablamos de ciberguerra)
- Movimientos que persiguen la abolición o la implantación de ciertas tipo de políticas. Pueden referirse tanto a políticas gubernamentales como de empresas
- Movimientos contra cierta institución, gobierno o sistema político.

#### Conflictos sociales de Guerras de Baja Intensidad
La guerra de baja intensidad (GBI) es una confrontación político militar entre Estados o grupos, por debajo de la guerra convencional y por encima de la competencia pacífica. Podemos encuadrar en este tipo de conflictos los conflictos guerrilleros, insurgentes o las hostilidades entre países que no llegan a guerra convencional. En este tipo de conflictos es cada vez más frecuente la netwar. En la netwar se pone a disposición de actores con pocas posibilidades una forma eficiente de organizarse y por otro lado una forma de influir en la visión que tiene el exterior (incluido el enemigo) del conflicto. En conflictos asimétricos la netwar social proporciona al bando más débil una respuesta a la guerra de la información que desarrolla el bando más fuerte. El primer ejemplo de este tipo de netwar fue la llevada a cabo por el Ejército Zapatista de Liberación Nacional (EZLN). Otros ejemplos son las organizaciones yihadistas.

##### Ejército Zapatista de Liberación Nacional
Después de la fracasada insurrección armada en el estado de Chiapas llevada a cabo el 1 de enero de 1994 por el Ejército Zapatista de Liberación Nacional (EZLN) (levantamiento zapatista), el movimiento va abandonando la lucha armada y comienza su transformación en un movimiento social sin fronteras que busca transformar la conciencia social y política (repudio de la globalización económica). Para ello convierte el conflicto en una netwar. El movimiento se convierte en un movimiento de conciencias. De esta forma consigue atraer a intelectuales, celebridades, políticos y a organismos sociales con un objetivo común: atacar un sistema económico-político que amenaza y destruye la libertad y la igualdad de los derechos elementales del Ser Humano. A partir del éxito conseguido a través de Internet, el EZLN supo abrirse espacios en medios masivos tradicionales sobre todo impresos. Por tanto El EZLN dejó las acciones violentas, que hubieran acarreado rechazo social, y puso los ojos del mundo en Chiapas. Además con esta estrategia se consigue evitar el abuso de las fuerzas opositoras (estatales o internacionales), debido al constante monitoreo de las acciones por parte de muchísimos grupos y organismos que velan por los derechos humanos.

##### Movimientos yihadistas
Los movimientos yihadistas han sido de los primeros tipos de organizaciones que empezaron a adoptar esta forma de organización. Este tipo de movimientos han participado en distintos conflictos en regiones con importantes creyentes musulmanes. Lo que no quiere decir que actuaran en solitario, sino que cooperaban con otros tipos de organizaciones para conseguir sus objetivos. Por ejemplo han actuado como una netwar en la guerra de Afganistán (1978-1992) contra el ejército soviético, en la reciente guerra de Afganistán, en la guerra civil argelina, en la guerra de Kosovo contra los serbios, en las guerras de Chechenia, en la guerra de Libia de 2011 o la guerra civil siria, en el conflicto de la Rebelión tuareg de 2012 y han actuado como grupos terroristas en múltiples países como Yemen, Marruecos, Jordania, Túnez, etc.
Este tipo de organizaciones es habitual que se relacionen. Por ejemplo la red Al Qaeda es una red de distintas organizaciones de este tipo, asociadas para colaborar y coordinarse.

#### Movimientos que persiguen la abolición o la implantación de ciertas políticas
En este tipo de netwars podríamos encuadrar aquellas que persiguen que cierta/s empresa o institución/es tome/n cierto tipo de decisiones en su política. Ejemplos de este tipo de netwar sería:
- La netwar de la Campaña Internacional para la Prohibición de las Minas Antipersona.
- Campañas en contra del uso de trabajo infantil para la producción de ciertas empresas. Incluye llamadas al boicot para las que no adopten estas medidas.
- Netwar a favor de los derechos humanos en ciertos países.
- Netwar a favor de las energías limpias.
- Netwar a favor de la prohibicíon o la permisión del aborto.
- Netwar contra el maltrato animal.
- Netwar a favor del reciclaje y el mejor aprovechamiento de los recursos naturales.
- Netwar a favor de la criminalización de la inmigración. Este tipo de netwar son llevadas a cabo por organizaciones y personalidades que se suelen encuadrar en la extrema derecha (Ej Amanecer Dorado, Frente Nacional).

Entre este tipo de movimientos cabe destacar a Anonymous. Anonymous es una netwar que persigue la libertad (Ej. de expresión y de información), la privacidad y la independencia de Internet. Sus componentes actúan de forma aislada o se ponen de acuerdo para realizar ciertas acciones que consideran que reivindica o busca esa libertad. No existe ninguna organización central sino que grupo de simpatizantes (a título individual o en grupos) colaboran y/o coordinan para conseguir sus objetivos.

#### Movimientos contra cierta institución, gobierno osistema político
Este tipo de movimientos son similares a los movimientos que persiguen cierto tipo de políticas. La diferencia consiste en que en este caso el choque es frontal frente a la existencia de la organización que toma las decisiones debido a sus objetivos inherentes. Ejemplos de este tipo de movimientos son:
- Netwar contra el Fondo Monetario Internacional
- Netwar contra la Organización Mundial del Comercio. En este marco se desarrolló la famosa lucha contra la Cumbre de la OMC en Seattle.
- Netwar contra la empresa Monsanto de comercialización de semillas transgénicas y plagicidas asociados.
- Netwar contra Israel por su política con el pueblo palestino.
- Netwars a favor de la democracia en ciertos países.

La asociación para destruir esa organización puede ser pacífica (Ej. asociación de organizaciones sin ánimo de lucro) o violenta (Ej. Bloque negro).

### Netwar no-sociales
Entre las netwar no-sociales, aquellas que buscan un beneficio exclusivo para los que colaboran en la red, hay muy diversos tipos. Ejemplos:
- Crimen organizado
- Bandas criminales
- Netwar de empresas

#### Crimen organizado
El crimen organizado está mutando desde las antiguas organizaciones jerárquicas, como las tradicionales familias mafiosas italianas, a redes transnacionales (netwars) como las organizaciones criminales rusas. Estas redes criminales se basan en alianzas débiles y temporales entre grupos. Incluso las organizaciones jerárquicas tradicionales se están convirtiendo en organizaciones híbridas que permiten a sus ramas locales cierto grado de autonomía o incluso establecer su propia red.
Esta forma de organización es mucho más fluida que las organizaciones jerárquicas. Además se adapta más al tipo de relaciones patrono-cliente que se establece en este tipo 'negocios'. Esta redes suelen ser bastante fragmentadas y caóticas y suelen conllevar redes de influencia que enlaza a los criminales con posiciones de poder del mundo político y económico. También es habitual que tengan relación con movimientos terroristas que aprovechan para operaciones específicas o para controlar ciertas áreas geográficas. Todas estas relaciones permiten a los criminales maximizar las oportunidades.
Estas redes pueden crearse desde arriba por un grupo de organizadores que quieren usarlas con un propósito específico o pueden aparece de forma espontánea como un mecanismo para añadir eficiencia al funcionamiento del 'negocio'. Por ejemplo los cárteles colombianos en los 80s y 90s creaban sus redes para transportar la cocaína a Estados Unidos. Por otro lado el tráfico de heroína desde el sudeste asiático era llevada a cabo por distintos intermediarios en una red de transacciones donde los productores daban la heroína a distribuidores independientes y ellos se iban encargando de pasársela de unos a otros hasta llegar al cliente final.
Este tipo de redes pueden ser muy variadas: limitadas asociaciones a nivel local o transnacionales, dedicarse a una sola variedad de 'bienes' o dedicarse a un amplio espectto tanto lícito como ilícito, ser abiertas a cualquier tipo de organizaciones o poner como requisito una característica partícula (Ej. tener un origen étnico determinado), duraderas o efímeras, etc.

##### Ventajas
La organización en netwar permite establecer unas organizaciones más:
- Robustas y relisientes. Al estar débilmente acopladas da recursos y caminos alternativos para afrontar cualquier tipo de trastorno (Ej. detenciones, guerras entre organizaciones) y limita su impacto.
- El mayor flujo de información y comunicación permite maximizar los beneficios y prevenir los perjuicios.
- Permite crear y explotar mejor la corrupción.
- Facilita la cooperación para obtener mejores beneficios entre distintas organizaciones.
- Permiten reducir la exposición de los personajes clave. Normalmente las organizaciones de cierto tamaño tienen un core (los importantes) y unos nodos periféricos. Los nodos periféricos tienen lazos débiles con el core y permiten a la red operar a grandes distancias (geográfica y socialmente) facilitando operaciones y actividades más extensas y diversas, junto con la capacidad de llevar a cabo cierto grado de recopilación de información. Esta compartimentación de la red son buenas para proteger no sólo a los miembros del core sino también la información que podría comprometer operaciones o a otros nodos de la red.
- Aprovechar huecos legales en ciertas regiones
- Detectar mejor oportunidades y puntos débiles.
- Diversificación tanto en actividades como en lugares geográficos. Como resultados es más difíciles de detectar su presencia y mucho más difícil detectar donde reside su core.

#### Bandas criminales
Las bandas urbanas criminales o pandillas también están adoptando la estrategia de netwar. Las bandas se pueden clasificar según el grado de evolución en:
- Bandas territoriales (Ej Crips, Bloods, Folk, People)
- Bandas orientadas al tráfico de drogas. Se caracterizan por el uso de la violencia para controlar mercado y negocio.
- Bandas de nueva generación que mezclan elementos políticos y mercenarios. Ej de bandas que están evolucionando a este estadio: Almighty Black P Stone Nation, Calle Treinta, Mara Salvatrucha, 18th Street. En Sudáfrica tanto las bandas (Ej. Hard Livings) como las contrabandas (Ej. Pagad, siglas de People Against Drugs And Gangsterism[11]) son políticamente activas y llevan a cabo campañas casi-terroristas o directamente terroristas.

El grado de evolución de una banda se mide en el grado de:
- Politización. Por ejemplo pueden realizar una dominación de la vida de los vecinos y creación de virtuales zonas sin ley, aplicación de impuestos a los vecinos o a otros actores criminales para que puedan desarrollar su labor, o corrupción de la policía para que no interfiera en sus actividades. Incluso algunas bandas pueden influir en las agendas políticas o desestabilizar gobiernos.
- Localización. Área geográfica en la que realiza sus actividades. Puede ser desde una calle hasta internacionales
- Sofisticación. De las tácticas, estrategias, armas, tecnología y complejidad organizativa de la banda

#### Netwar de empresas
El desarrollo de este tipo de estructuras ha surgido como respuesta a las limitaciones, rigideces e ineficiencias que las estructuras jerárquicas tienen en el mundo de los negocios de hoy día. Este tipo de asociaciones explotan mejor la globalización a través de socios y alianzas estratégicas, en forma similar a como lo hacen los keiretsu japoneses. Aprovechan mejor las oportunidades que proporciona la detección de los agujeros estructurales.
 Se establece una corporación virtual que realmente es una red temporal de compañías independientes -proveedores, clientes e incluso compañías rivales- vinculadas por la tecnología de la información, con el objeto de compartir habilidades, costos y acceso a los mercados de unos y otros. No cuentan con oficinas centrales, ni organigrama, ni jerarquía. Un ejemplo de este tipo de empresas en Nike. Esta corporación depende de un conjunto de proveedores, suministradores de transporte, fábricas y almacenes para el correcto funcionamiento del negocio. Se basa en un uso combinado de empresas propias y externas

## Lucha contra las netwar
En la lucha contra las netwar, también llamada contranetwar (del inglés counternetwar), se han propuesto una serie proposiciones a partir de las cuales orientar las políticas y actuaciones:
- La organizaciones jerárquicas tienen dificultados para luchar contra organizaciones en red como las netwars. Ejemplos de debilidad de este tipo de organizaciones son la lucha de gobiernos contra cárteles dedicados al tráfico de droga, o la lucha contra movimientos religiosos fundamentalistas en países musulmanes, o contra el Ejército Zapatista de Liberación Nacional. Estos dos conflictos muestran la robustez tanto en ataque como en defensa de este tipo de organizaciones.
- Para luchar contra organizaciones en red es necesario organizaciones en red. Esto no significa copiar la organización del adversario sino aprender los principios que el adversario ya ha aprendido. Por ejemplo extender el uso de la innovación tecnológica, y principalmente, tener predisposición a innovar organizativa y doctrinalmente, quizá creando nuevos mecanismos para la cooperación multijurisdiccional y entre distintos organismos. A veces no es necesario, deseable o incluso posible reemplazar todas las jerarquías con organizaciones en red, por ejemplo en gobiernos estatales. En estos casos lo que hay que hacer es mezclar hábilmente ambas formas de actual, teniendo un suficiente core de autoridad para fomentar y forzar las órdenes. De esta forma se crea una organización híbrida. Los riesgos y costes de hacer este rediseño de forma inadecuada son altos.
- Quien domine la forma organización en red primero y mejor ganará una mayor ventaja sobre el adversario. En las anteriores décadas de la era de la información quien avanzó hacia la netwar disfrutó de un creciente pode relativo frente a los estados jerárquicos que los enfrentaban. Ejemplo de esto son el cartel de Cali, Hamás, Ejército Zapatista de Liberación Nacional o la Campaña Internacional para la Prohibición de las Minas Antipersona